# Nitrofurantoin
A nitrofurantoin (INN) sárga színű kristályos anyag. Vízben és etanolban alig, dimetilformamidban oldódik.

## Felhasználása
Főleg húgyúti fertőzések kezelésekor alkalmazott antibiotikum, de vesegyulladások esetén nem olyan hatékony.

## Mellékhatásai
Gyakori mellékhatásai közé tartozik a hányinger, étvágytalanság, hasmenés és fejfájás. Ritkán előfordulhat zsibbadás, tüdő- vagy májproblémák. Nem szabad veseproblémákkal küzdő embereknél alkalmazni. Terhesség alatt általában biztonságosnak tűnik, a szülés közeledtével nem szabad alkalmazni. Bár általában a baktériumok növekedésének lassításával hat, a vizeletben található magas koncentrációban a baktériumok elhalásához vezethet.

## Története
A nitrofurantoin először 1953-ban került forgalomba. Az Egészségügyi Világszervezet összesítésében az alapvető gyógyszerek listáján szerepel. Generikus gyógyszerként is kapható. Az Egyesült Államokban 2019-ben a leggyakrabban felírt gyógyszerek listáján a 192. helyen szerepelt, több mint 2 millió alkalommal írták fel.
A VIII. Magyar Gyógyszerkönyvben  Nitrofurantoinum     néven hivatalos.  

## Fordítás
Ez a szócikk részben vagy egészben  a   Nitrofurantoin című angol Wikipédia-szócikk fordításán alapul.  Az eredeti cikk szerkesztőit annak laptörténete sorolja fel. Ez a jelzés csupán a megfogalmazás eredetét és a szerzői jogokat jelzi, nem szolgál a cikkben szereplő információk forrásmegjelöléseként.